# 時計野針
時計野 はり（2月21日—），日本漫畫家。千葉縣出身。

## 作品
以下作品的台灣中文版皆由東立出版社代理
- 戀愛印記、全1冊、原名
- 兄妹一家亲（日语：お兄ちゃんと一緒）、全11冊、原名
- 逆转甜心（日语：逆転ハニー）、1冊待續、原名
- 學園奶爸、26冊待續、原名

## 外部連結
- 時計野針的X（前Twitter）
- 時計野針的Instagram帳戶